# Fármaco-ingenuidad

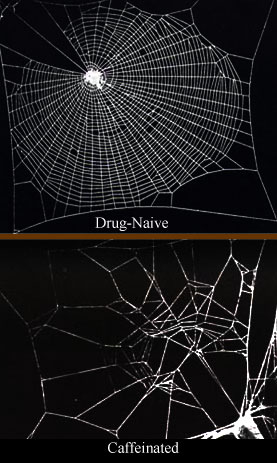
Una imagen que compara la red de una araña fármaco-ingenua con la de una araña a la que se le ha dado cafeína.

La fármaco-ingenuidad es el estado fisiológico de no dependencia o no tolerancia a, ya sea a un fármaco en concreto o al conjunto más amplio de drogas relacionadas por criterios farmacológicos. El término aplica a la administración de psicotrópicos en contextos que varían desde el tratamiento médico profesional de pacientes, al abuso no médico de cualquier fármaco; así también como al uso veterinario de éstos.
Además de no estar habituado, un individuo fármaco-ingenuo puede nunca haber sido administrado un fármaco particular. La misma dosis podría ser letal para una persona fármaco-ingenua, mientras que podría tener un efecto menor en una persona fuertemente habituada.  En un contexto médico, la fármaco-ingenuidad es importante al considerar la dosis de medicación (medicación de dolor, medicación de ansiedad, anestesia, etc.), ya que el nivel de habituación afecta la línea base de resistencia de un paciente frente a los efectos de tales medicaciones.